# Canton de Fruges
Le canton de Fruges est une circonscription électorale française située dans le département du Pas-de-Calais et la région Hauts-de-France.

## Géographie

Le Canton de Fruges dans l'arrondissement de Montreuil-sur-Mer

Ce canton est organisé autour de Fruges dans l'arrondissement de Montreuil. Son altitude varie de 35 m (Lebiez) à 197 m (Rimboval) pour une altitude moyenne de 103 m.
C'est sur le territoire de ce canton qu'a été construit en 2008 un ensemble éolien constitué de 70 éoliennes réparties sur 16 parcs qui était le plus important de France.

## Histoire
De 1833 à 1848, les cantons de Campagne et de Fruges avaient le même conseiller général. Le nombre de conseillers généraux était limité à 30 par département.
À la suite du redécoupage cantonal de 2014, les limites territoriales du canton sont remaniées. Le nombre de communes du canton passe de 25 à 55. Néanmoins à la suite de plusieurs fusions de communes en 2016 et 2017, le nombre de communes passe à 52.

## Représentation

### Conseillers d'arrondissement (de 1833 à 1940)
Le canton de Fruges avait deux conseillers d'arrondissement au XIXeme siècle.
| Période                                  | Période      | Identité                                    | Étiquette   | Qualité |
| ---------------------------------------- | ------------ | ------------------------------------------- | ----------- | --- |
| 1833                                     |              | Antoine Norbert Deherly                     |             | Notaire à Fruges                                                                                            |
| 1833                                     |              | Antoine Joseph Norbert Violette (1793-1843) |             | Propriétaire et négociant à Fressin, ancien capitaine d'artillerie                                          |
|                                          |              |                                             |             | |
| 1886                                     | 1913 (décès) | Hippolyte-Louis Pruvost-Caron               | Républicain | Négociant à Fruges                                                                                          |
| av.1892                                  | 1910         | Jules Gustave Annequin (1845-1916)          | Républicain | Cultivateur, propriétaire, rentier, maire de Fressin                                                        |
|                                          |              |                                             |             | |
| 24 déc. 1913                             | 1923         | Pierre Decréquy-Pruvost (1867-1926)         | Républicain | Négociant à Fruges, propriétaire à Créquy                                                                   |
| 1923                                     | 1926         | Georges Caron                               | Républicain | Maire de Fruges (1912-1940)                                                                                 |
| 1926                                     | 1940         | Gustave Decréquy (fils de P.Decréquy)       | Radical     | Négociant en vins et spiritueux et propriétaire, adjoint au maire de Fruges Député (1935-1942)              |
| 1940                                     |              |                                             |             | Les conseils d'arrondissement ont été suspendus par la loi du 12 octobre 1940 et n'ont jamais été réactivés |
| Les données manquantes sont à compléter. |              |                                             |             | |

### Conseillers généraux de 1833 à 2015
| Période | Période          | Identité                                                    | Étiquette        | Qualité                                                                 |
| ------- | ---------------- | ----------------------------------------------------------- | ---------------- | ----------------------------------------------------------------------- |
| 1833    | 1842 (décès)     | Nicolas François Enlart                                     |                  | Avocat et juge de paix à Montreuil Député (1792-1795 et 1815)           |
| 1842    | 1852             | Nicolas François Marie Enlart (fils du précédent)           |                  | Président du Tribunal civil de Montreuil                                |
| 1848    | 1852             | Jean-Baptiste Fleury                                        |                  | Propriétaire à Fruges                                                   |
| 1852    | 1861             | Théophile Lorel                                             |                  | Président du Tribunal civil de Montreuil puis de Boulogne-sur-Mer       |
| 1861    | 1873 (démission) | Baron Hippolyte de Contes                                   |                  | Propriétaire, maire de Planques                                         |
| 1873    | 1877 (décès)     | Emile Boulenger                                             | Droite           | Notaire, maire de Fruges (1864-1870, 1871-1877)                         |
| 1877    | 1884 (décès)     | Bertulphe Gosselin                                          | Conservateur     | Président de la Chambre de Commerce Propriétaire à Boulogne-sur-Mer     |
| 1885    | 1922 (décès)     | Louis Boudenoot                                             | Républicain      | Ingénieur Député (1889-1901) Sénateur (1901-1922)                       |
| 1923    | 1926 (décès)     | Pierre Decréquy                                             | RG               | Propriétaire à Fruges                                                   |
| 1926    | 1940             | Georges Caron                                               | RG-URD puis Rad. | Maire de Fruges (1912-1940)                                             |
|         |                  |                                                             |                  |                                                                         |
| 1943    | 1945             | Hilaire Thellier                                            | ?                | Maire de Crépy Nommé conseiller départemental en 1943                   |
|         |                  |                                                             |                  |                                                                         |
| 1945    | 1958             | Joseph Bailleux                                             | SFIO             | Cultivateur, maire de Senlis                                            |
| 1958    | 1981 (décès)     | Baron Baudouin de Hauteclocque (cousin du Maréchal Leclerc) | CNI puis UDF     | Propriétaire-exploitant Sénateur (1965-1981) Maire de Royon (1945-1981) |
| 1982    | 1988             | Gilbert Courtin                                             | RPR              | Notaire Maire de Fruges (1965-1989), conseiller régional                |
| 1988    | 2001             | Eugène Rolland                                              | PS               | Fonctionnaire du Trésor Public Maire de Fruges (1989-2001)              |
| 2001    | 2015             | Jean-Marie Lubret                                           | DVD              | Vétérinaire Maire de Fruges depuis 2014                                 |

### Représentation à partir de 2015
| Période élective | Période élective | Mandat | Mandat   | Identité          | Nuance | Nuance | Qualité                                                                                    |
| ---------------- | ---------------- | ------ | -------- | ----------------- | ------ | ------ | ------------------------------------------------------------------------------------------ |
| 2015             | 2021             | 2015   | 2021     | Jean-Marie Lubret |        | DVD    | Vétérinaire - Maire de Fruges                                                              |
| 2015             | 2021             | 2015   | 2021     | Maïté Massart     |        | DVD    | Attachée de gestion Maire-adjointe de Quiestède                                            |
| 2021             | 2028             | 2021   | en cours | Alain Mequignon   |        | DVG    | Maire de Fauquembergues, ancien conseiller général du canton de Fauquembergues (2003-2015) |
| 2021             | 2028             | 2021   | en cours | Françoise Vasseur |        | DVG    | Maire de Bellinghem                                                                        |

### Résultats détaillés

#### Élections de mars 2015
À l'issue du 1er tour des élections départementales de 2015, trois binômes sont en ballottage : Jean-Marie Lubret et Maïté Massart (DVD, 36,89 %), Danièle Duhamel et Alain Mequignon (PS, 34,57 %) et Fabien Boitrelle et Christelle De Saint Leger (FN, 28,54 %). Le taux de participation est de 63,32 % (14 782 votants sur 23 344 inscrits) contre 51,81 % au niveau départemental et 50,17 % au niveau national.
Au second tour, Jean-Marie Lubret et Maïté Massart (DVD) sont élus avec 40,83 % des suffrages exprimés et un taux de participation de 64,92 % (5 987 voix pour 15 154 votants et 23 343 inscrits).

#### Élections de juin 2021
Le premier tour des élections départementales de 2021 est marqué par un très faible taux de participation (33,26 % au niveau national). Dans le canton de Fruges, ce taux de participation est de 43,1 % (10 294 votants sur 23 882 inscrits) contre 35,19 % au niveau départemental. À l'issue de ce premier tour, deux binômes sont en ballottage : Alain Mequignon et Françoise Vasseur (DVG, 45,36 %) et Nathalie Marinelli et Nicolas Pichonnier (DVD, 29,64 %).
Le second tour des élections est marqué une nouvelle fois par une abstention massive équivalente au premier tour. Les taux de participation sont de 34,36 % au niveau national, 34,96 % dans le département et 43,59 % dans le canton de Fruges. Alain Mequignon et Françoise Vasseur (DVG) sont élus avec 58,02 % des suffrages exprimés (5 494 voix pour 10 409 votants et 23 878 inscrits),,. 

## Composition

### Composition avant 2015
Le canton de Fruges regroupe 25 communes.
| Nom                | Code Insee | Codepostal | Superficie (km2) | Population (dernière pop. légale) | Densité (hab./km2) |
| ------------------ | ---------- | ---------- | ---------------- | --------------------------------- | ------------------ |
| Fruges (chef-lieu) | 62364      | 62310      | 18,90            | 2 460 (2012)                      | 130                |
| Ambricourt         | 62026      | 62310      | 3,39             | 140 (2012)                        | 41                 |
| Avondance          | 62066      | 62310      | 2,19             | 44 (2012)                         | 20                 |
| Canlers            | 62209      | 62310      | 3,62             | 176 (2012)                        | 49                 |
| Coupelle-Neuve     | 62246      | 62310      | 4,54             | 188 (2012)                        | 41                 |
| Coupelle-Vieille   | 62247      | 62310      | 14,69            | 598 (2012)                        | 41                 |
| Crépy              | 62256      | 62310      | 6,91             | 150 (2012)                        | 22                 |
| Créquy             | 62257      | 62310      | 20,40            | 478 (2012)                        | 23                 |
| Embry              | 62293      | 62990      | 11,69            | 253 (2012)                        | 22                 |
| Fressin            | 62359      | 62140      | 17,17            | 536 (2012)                        | 31                 |
| Hézecques          | 62453      | 62310      | 4,93             | 113 (2012)                        | 23                 |
| Lebiez             | 62492      | 62990      | 9,57             | 261 (2012)                        | 27                 |
| Lugy               | 62533      | 62310      | 2,83             | 145 (2012)                        | 51                 |
| Matringhem         | 62562      | 62310      | 4,47             | 191 (2012)                        | 43                 |
| Mencas             | 62565      | 62310      | 2,02             | 72 (2012)                         | 36                 |
| Planques           | 62659      | 62310      | 6,18             | 105 (2012)                        | 17                 |
| Radinghem          | 62685      | 62310      | 4,93             | 290 (2012)                        | 59                 |
| Rimboval           | 62710      | 62990      | 7,07             | 153 (2012)                        | 22                 |
| Royon              | 62725      | 62990      | 7,49             | 128 (2012)                        | 17                 |
| Ruisseauville      | 62726      | 62310      | 3,89             | 180 (2012)                        | 46                 |
| Sains-lès-Fressin  | 62738      | 62310      | 6,71             | 170 (2012)                        | 25                 |
| Senlis             | 62790      | 62310      | 4,90             | 168 (2012)                        | 34                 |
| Torcy              | 62823      | 62310      | 5,27             | 160 (2012)                        | 30                 |
| Verchin            | 62843      | 62310      | 10,68            | 233 (2012)                        | 22                 |
| Vincly             | 62862      | 62310      | 4,60             | 159 (2012)                        | 35                 |

### Composition depuis 2015
Lors du redécoupage de 2014, le canton de Fruges comprenait 55 communes entières.
À la suite de la création des communes nouvelles de Saint-Augustin au 1er janvier 2016, de Bellinghem au 1er septembre 2016 et d'Enquin-lez-Guinegatte au 1er janvier 2017, le canton comprend désormais cinquante-deux communes entières.
| Nom                            | Code Insee | Intercommunalité                 | Superficie (km2) | Population (dernière pop. légale) | Densité (hab./km2) | Modifier                                    |
| ------------------------------ | ---------- | -------------------------------- | ---------------- | --------------------------------- | ------------------ | ------------------------------------------- |
| Fruges (bureau centralisateur) | 62364      | CC du Haut Pays du Montreuillois | 18,90            | 2 349 (2022)                      | 124                | modifier les données · modifier les données |
| Ambricourt                     | 62026      | CC du Haut Pays du Montreuillois | 3,39             | 119 (2022)                        | 35                 | modifier les données · modifier les données |
| Audincthun                     | 62053      | CA du Pays de Saint-Omer         | 15,26            | 680 (2022)                        | 45                 | modifier les données · modifier les données |
| Avondance                      | 62066      | CC du Haut Pays du Montreuillois | 2,19             | 33 (2022)                         | 15                 | modifier les données · modifier les données |
| Avroult                        | 62067      | CA du Pays de Saint-Omer         | 4,78             | 541 (2022)                        | 113                | modifier les données · modifier les données |
| Beaumetz-lès-Aire              | 62095      | CA du Pays de Saint-Omer         | 4,43             | 228 (2022)                        | 51                 | modifier les données · modifier les données |
| Bellinghem                     | 62471      | CA du Pays de Saint-Omer         | 7,74             | 1 075 (2022)                      | 139                | modifier les données · modifier les données |
| Bomy                           | 62153      | CA du Pays de Saint-Omer         | 14,63            | 628 (2022)                        | 43                 | modifier les données · modifier les données |
| Canlers                        | 62209      | CC du Haut Pays du Montreuillois | 3,62             | 163 (2022)                        | 45                 | modifier les données · modifier les données |
| Coupelle-Neuve                 | 62246      | CC du Haut Pays du Montreuillois | 4,54             | 146 (2022)                        | 32                 | modifier les données · modifier les données |
| Coupelle-Vieille               | 62247      | CC du Haut Pays du Montreuillois | 14,69            | 567 (2022)                        | 39                 | modifier les données · modifier les données |
| Coyecques                      | 62254      | CA du Pays de Saint-Omer         | 13,89            | 598 (2022)                        | 43                 | modifier les données · modifier les données |
| Crépy                          | 62256      | CC du Haut Pays du Montreuillois | 6,91             | 158 (2022)                        | 23                 | modifier les données · modifier les données |
| Créquy                         | 62257      | CC du Haut Pays du Montreuillois | 20,40            | 463 (2022)                        | 23                 | modifier les données · modifier les données |
| Delettes                       | 62265      | CA du Pays de Saint-Omer         | 14,69            | 1 146 (2022)                      | 78                 | modifier les données · modifier les données |
| Dennebrœucq                    | 62267      | CA du Pays de Saint-Omer         | 3,73             | 394 (2022)                        | 106                | modifier les données · modifier les données |
| Ecques                         | 62288      | CA du Pays de Saint-Omer         | 12,59            | 2 176 (2022)                      | 173                | modifier les données · modifier les données |
| Embry                          | 62293      | CC du Haut Pays du Montreuillois | 11,69            | 235 (2022)                        | 20                 | modifier les données · modifier les données |
| Enquin-lez-Guinegatte          | 62295      | CA du Pays de Saint-Omer         | 20,02            | 1 600 (2022)                      | 80                 | modifier les données · modifier les données |
| Erny-Saint-Julien              | 62304      | CA du Pays de Saint-Omer         | 5,41             | 337 (2022)                        | 62                 | modifier les données · modifier les données |
| Fauquembergues                 | 62325      | CA du Pays de Saint-Omer         | 7,13             | 942 (2022)                        | 132                | modifier les données · modifier les données |
| Febvin-Palfart                 | 62327      | CA du Pays de Saint-Omer         | 14,51            | 612 (2022)                        | 42                 | modifier les données · modifier les données |
| Fléchin                        | 62336      | CA du Pays de Saint-Omer         | 10,99            | 473 (2022)                        | 43                 | modifier les données · modifier les données |
| Fressin                        | 62359      | CC du Haut Pays du Montreuillois | 17,17            | 580 (2022)                        | 34                 | modifier les données · modifier les données |
| Heuringhem                     | 62452      | CA du Pays de Saint-Omer         | 5,79             | 1 389 (2022)                      | 240                | modifier les données · modifier les données |
| Hézecques                      | 62453      | CC du Haut Pays du Montreuillois | 4,93             | 127 (2022)                        | 26                 | modifier les données · modifier les données |
| Laires                         | 62485      | CA du Pays de Saint-Omer         | 8,64             | 368 (2022)                        | 43                 | modifier les données · modifier les données |
| Lebiez                         | 62492      | CC du Haut Pays du Montreuillois | 9,57             | 232 (2022)                        | 24                 | modifier les données · modifier les données |
| Lugy                           | 62533      | CC du Haut Pays du Montreuillois | 2,83             | 138 (2022)                        | 49                 | modifier les données · modifier les données |
| Mametz                         | 62543      | CA du Pays de Saint-Omer         | 9,53             | 1 985 (2022)                      | 208                | modifier les données · modifier les données |
| Matringhem                     | 62562      | CC du Haut Pays du Montreuillois | 4,47             | 174 (2022)                        | 39                 | modifier les données · modifier les données |
| Mencas                         | 62565      | CC du Haut Pays du Montreuillois | 2,02             | 73 (2022)                         | 36                 | modifier les données · modifier les données |
| Merck-Saint-Liévin             | 62569      | CA du Pays de Saint-Omer         | 11,85            | 664 (2022)                        | 56                 | modifier les données · modifier les données |
| Planques                       | 62659      | CC du Haut Pays du Montreuillois | 6,18             | 104 (2022)                        | 17                 | modifier les données · modifier les données |
| Quiestède                      | 62681      | CA du Pays de Saint-Omer         | 2,83             | 654 (2022)                        | 231                | modifier les données · modifier les données |
| Racquinghem                    | 62684      | CA du Pays de Saint-Omer         | 5,32             | 2 197 (2022)                      | 413                | modifier les données · modifier les données |
| Radinghem                      | 62685      | CC du Haut Pays du Montreuillois | 4,93             | 261 (2022)                        | 53                 | modifier les données · modifier les données |
| Reclinghem                     | 62696      | CA du Pays de Saint-Omer         | 6,05             | 234 (2022)                        | 39                 | modifier les données · modifier les données |
| Renty                          | 62704      | CA du Pays de Saint-Omer         | 15,67            | 589 (2022)                        | 38                 | modifier les données · modifier les données |
| Rimboval                       | 62710      | CC du Haut Pays du Montreuillois | 7,07             | 184 (2022)                        | 26                 | modifier les données · modifier les données |
| Royon                          | 62725      | CC du Haut Pays du Montreuillois | 7,49             | 127 (2022)                        | 17                 | modifier les données · modifier les données |
| Ruisseauville                  | 62726      | CC du Haut Pays du Montreuillois | 3,89             | 208 (2022)                        | 53                 | modifier les données · modifier les données |
| Sains-lès-Fressin              | 62738      | CC du Haut Pays du Montreuillois | 6,71             | 152 (2022)                        | 23                 | modifier les données · modifier les données |
| Saint-Augustin                 | 62691      | CA du Pays de Saint-Omer         | 11,80            | 861 (2022)                        | 73                 | modifier les données · modifier les données |
| Saint-Martin-d'Hardinghem      | 62760      | CA du Pays de Saint-Omer         | 6,68             | 267 (2022)                        | 40                 | modifier les données · modifier les données |
| Senlis                         | 62790      | CC du Haut Pays du Montreuillois | 4,90             | 161 (2022)                        | 33                 | modifier les données · modifier les données |
| Thérouanne                     | 62811      | CA du Pays de Saint-Omer         | 8,37             | 1 128 (2022)                      | 135                | modifier les données · modifier les données |
| Thiembronne                    | 62812      | CA du Pays de Saint-Omer         | 22,82            | 824 (2022)                        | 36                 | modifier les données · modifier les données |
| Torcy                          | 62823      | CC du Haut Pays du Montreuillois | 5,27             | 172 (2022)                        | 33                 | modifier les données · modifier les données |
| Verchin                        | 62843      | CC du Haut Pays du Montreuillois | 10,68            | 233 (2022)                        | 22                 | modifier les données · modifier les données |
| Vincly                         | 62862      | CC du Haut Pays du Montreuillois | 4,60             | 149 (2022)                        | 32                 | modifier les données · modifier les données |
| Wardrecques                    | 62875      | CA du Pays de Saint-Omer         | 3,72             | 1 338 (2022)                      | 360                | modifier les données · modifier les données |
| Canton de Fruges               | 6225       |                                  | 457,91           | 31 236 (2022)                     | 68                 | modifier les données                        |

## Démographie

### Démographie avant 2015
| 1962  | 1968  | 1975  | 1982  | 1990  | 1999  | 2006  | 2011  | 2012  |
| ----- | ----- | ----- | ----- | ----- | ----- | ----- | ----- | ----- |
| 8 143 | 7 883 | 7 657 | 7 399 | 7 317 | 7 050 | 7 407 | 7 612 | 7 551 |

### Démographie depuis 2015
En 2022, le canton comptait 31 236 habitants, en évolution de −0,66 % par rapport à 2016 (Pas-de-Calais : −0,72 %, France hors Mayotte : +2,11 %).
| 2013   | 2018   | 2022   |
| ------ | ------ | ------ |
| 31 184 | 31 362 | 31 236 |